# Anikita Ivanovitch Repnine
Pour les articles homonymes, voir Repnine.
Le prince Anikita Ivanovitch Repnine, né le 12 août 1668 à Moscou et décédé le 3 juillet 1726 à Riga, est un maréchal et homme politique russe. Il fut président du Conseil militaire de 1724 à 1726, gouverneur de Riga, gouverneur général de Livonie.

## Famille
Anikita Ivanovitch Repnine épousa en 1694 la princesse Prascovia Dimitrievna Galitzine (1671).

## Biographie
Le prince Repnine fut un éminent général pendant la Guerre du Nord (1700-1721). Il commanda la prise de Riga en 1710 et servit comme gouverneur général de Livonie de 1719 à 1726.
Issu d'une famille de la noblesse russe, Anikita Repnine vécut son enfance avec Pierre le Grand et devint l'un de ses collaborateurs. Le 27 mai 1682 à l'occasion de l'insurrection des strelitz provoquée par la régente Sophie (1657-1704) au cours de laquelle le prince Mikhaïl Dolgorouki, le père de ce dernier, Atamon Marteïev et Ivan Narychkine furent assassinés, Anikita Repnine protégea scrupuleusement Pierre le Grand dans le monastère de la Trinité-Saint-Serge.
Le prince Repnine prit part à l'expédition d'Azov (1695-1696) où cours de laquelle il fut élevé au grade de général. Le prince participa à tous les principaux engagements militaires de la Guerre du Nord. Vaincu par Charles XII de Suède à Holowczyn (4 juillet 1708), il fut dégradé et privé de ses dignités, mais gracié en récompense de son courage  démontré à la bataille de Lesnaya le 28 septembre 1708. Il retrouva son grade et ses dignités. Lors de la bataille de Poltava le 28 juin 1709, le prince commandait les troupes occupant le centre du champ de bataille.
De la Nouvelle Russie, il fut muté dans les provinces de la mer Baltique, devenant le premier gouverneur de Riga et de sa province, la Livonie. En 1724, le prince succéda provisoirement à Alexandre Menchikov, le favori de Pierre le Grand.
Catherine Ire de Russie le fit maréchal au moment de son sacre (1725). Le prince fut décoré de l'ordre de Saint-Alexandre Nevski le jour de la création de cet ordre, le 21 mai 1725.
Il fut enterré en l'église Saint-Alexis de Riga, comme plus tard son fils le général Vassili Anikititch Repnine.

## Distinctions
- Ordre de Saint-Alexandre Nevski